# Батайський музей історії
Батайський музей історії (рос. Батайский музей истории) — історичний музей в місті Батайськ, Ростовська область. Сучасна будівля музею розташовується в Парку культури і відпочинку міста за адресою вул. Кірова, 51а.

## Історія
Перший музей в Батайську відкритий в 1966 році і перебував у місцевому кінотеатрі. Первісна його назва ― «Музей революційної, бойової і трудової слави». Розташовувався він лише у двох кімнатах, а його фонд налічував лише близько 400 експонатів. Сучасну будівлю музею зведено в 1979 році. Відкриття відбулося 22 квітня того ж року.
Сучасну назву музей носить з 1993 року. На даний момент його експозиційно-виставкова площа складає 430 квадратних метрів. 

## Експозиції музею
Основою всіх експозицій музею є експонати, що розповідають про історію міста, етнографію, археологію. Фонди музею нараховують близько 9 тис. справжніх документів, присвячених історії Батайська.
Три експозиційні зали:
- Зал Бойової Слави ― представлені експонати часів Громадянської та Другої світової воєн, стіна пам'яті з іменами загиблих. У залі час від часу проводяться урочисті заходи, зустрічі ветеранів війни і засідання пошукових груп.
- Зал краєзнавства
- Виставковий зал

Експозиції:
- Історія льотних училищ ЦПФ імені Баранова і ВАУЛ імені Сєрова. Примітна тим, що в ньому навчалися такі прославлений льотчики, як Олексій Маресьєв, який став прототипом головного героя повісті Бориса Полєвого «Повість про справжню людину», льотчик-ас Григорій Дольников.
- Особисті речі перших льотчиків-космонавтів Володимира Комарова, Євгена Хрунова, Віктора Горбатко.
- Експонати з історії Батайського залізничного вузла. Владикавказька залізнична дорога, збудована у 1875 році за указом імператора Олександра II, проходила через Батайськ, який став великим залізничним вузлом і «воротами» на Кавказ.
- Етнографічна експозиція. Тут представлені експонати, присвячені традиціям і побуту жителів Батайська та його околиць: старовинні меблі, селянські знаряддя праці, предмети церковного та декоративно-прикладного мистецтва.
- Постійна виставка робіт батайського художника М.С. Лосєвського.